# Myrioblephara submarginata
Myrioblephara submarginata är en fjärilsart som beskrevs av W. Warren 1906. Myrioblephara submarginata ingår i släktet Myrioblephara och familjen mätare. Inga underarter finns listade i Catalogue of Life.